# Athylia drescheri
Athylia drescheri là một loài bọ cánh cứng trong họ Cerambycidae.